# 김현욱 (축구 선수)
김현욱(金賢旭, 1995년 6월 22일 ~ )은 대한민국의 축구 선수이며, 포지션은 오른쪽 윙어, 공격형 미드필더, 왼쪽 윙어이다. 현재 대전 하나 시티즌에서 활약하고 있다

## 선수 경력
김현욱은 2017 시즌을 앞두고, 신인 자유계약으로 제주 유나이티드에 입단하였다. 2017시즌 32라운드 광주 FC와의 경기에서 선발 출장하여, 프로 무대 데뷔전을 치렀다. 이후 34라운드 강원 FC, 38라운드 FC 서울과의 경기에서 교체 출장하며, 시즌 3경기 출장을 기록하였다.
2018년 4월 11일 전남 드래곤즈와의 경기에서, 팀이 2-0으로 이기고 있는 후반 40분 데뷔골을 성공시켰다. 팀은 이 경기에서 3-0으로 승리하며 시즌 2승을 달성했다.
2019년 1월 9일 강원 FC의 윙어 임찬울과 맞트레이드가 성사되어 팀을 옮기게 되었다. 3월 31일 성남 FC와의 경기에서 강원 이적 후 첫 득점을 기록했다.
2020 시즌 여름 이적시장에서 K리그2의 전남 드래곤즈로 이적했다.

## 수상

### 구단

#### 전남 드래곤즈
- 코리아컵 우승: 2021

#### 김천 상무
- K리그2 우승: 2023